# Pepesala
Fakaifou – miejscowość w Tuvalu, położona na atolu Nukulaelae, na wyspie Fangaua.
Osada ma powierzchnię 0,18 km². W 2012 roku zamieszkiwało ją 247 osób.